# أليسيو دي شيريكو
أليسيو دي شيريكو (بالإيطالية: Alessio Di Chirico؛ مواليد 12 ديسمبر 1989) هو مُقاتل فنون قتالية مختلطة إيطالي.

## وصلات خارجية
- أليسيو دي شيريكو على موقع يو إف سي (الإنجليزية)
- أليسيو دي شيريكو على موقع شيردوغ (الإنجليزية)
- أليسيو دي شيريكو على موقع IMDb (الإنجليزية)